# Filoxen (heretge)
Filoxen (en llati Philoxenus, en grec antic Φιλόξενος) fou un heretge romà d'Orient.
Era persa de naixement, i va ser nomenat bisbe el 485. Va ser un dels primers dirigents de la tendència religiosa dels iconoclastes, que s'oposava a la veneració de les imatges.